# Cantó de Sainte-Marie-aux-Mines
El cantó de Sainte-Marie-aux-Mines (alsacià kanton Màrkirich) és una divisió administrativa francesa situat al departament de l'Alt Rin i a la regió del Gran Est.

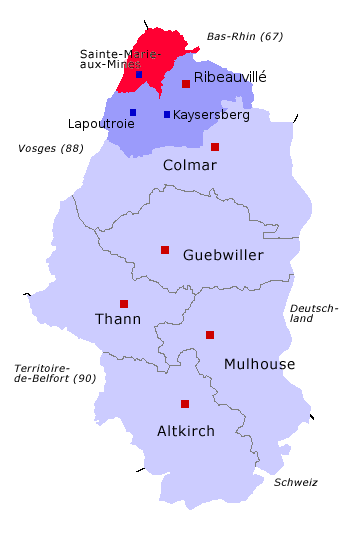
representació del cantó de Sainte-Marie-aux-Mines al districte de Ribeauvillé i al departament de l'Alt Rin

## Composició
El cantó aplega 5 comunes :
| Nom alsacià | Nom francès            | Nom alemany      |
| Altwihr     | Aubure                 | Altweier         |
| (*) Laweröi | Lièpvre                | Leberau          |
| Màrkirich   | Sainte-Marie-aux-Mines | Markirch         |
| (*) Rumbach | Rombach-le-Franc       | Rombach-le-Franc |
| (*) Sànkriz | Sainte-Croix-aux-Mines | Sankt Kreuz      |

## Conseller general de l'Alt Rin
- 2004-2010: Christian Chaton, Alsace d'abord
- 1999-2004: Jacques Loëss, PRG
- 1998-1999 : Raymond Hestin, DVD
- 1961-1998: Guy Naudo, UDF-PR